# Pierre Huybrechts
Pierre Huybrechts (Gent, 18 maart 1861 - Brussel, 11 mei 1928) was een Belgisch leraar wiskunde en schrijver.

## Levensloop
Huybrechts werd leraar wiskunde en handel aan het Koninklijk atheneum in Brugge.
In 1890 werd hij lid van de literaire vereniging Excelsior. Hij werd tevens lid en secretaris van de vereniging Chat Noir.  
Hij was een groot voorstander van een hogeschooluitbreiding, zowel die in het Nederlands als de meer succesvolle in het Frans. Gedurende vele jaren schreef hij een ontelbaar aantal artikelen in de Journal de Bruges, gewijd aan deze activiteit, alsook aan toerisme en kunst.

## Publicaties
- Résumé de l'histoire du commerce et de l'industrie de la Belgique, 1887.
- Introduction à l'étude scientifique des lettres néerlandaises, Brugge, 1894.
- Het koopen op krediet, z.j.
- Le commerce extérieur de la Belgique, z.j.
- Manuel théorique et pratique en matière de sociétés, 1899.
- Tenue des livres. Manuel succint de sciences commerciales, z.d.
- Tableaus synoptiques d'économie politique, 1912.
- Boekhouden. Beknopt leerboek van handelswetenschappen, 1916.